# Truth In Fantasy
Truth In Fantasy (トゥルース・イン・ファンタジー)は新紀元社より発行されているファンタジー解説書のシリーズ。ファンタジーの分野でモティーフとされる様々な題材を実在の神話・伝承・歴史などからピックアップしたダイジェスト版資料。巻末には参考文献の一覧も備えられている。1988年より発行が開始され、現在まで80冊以上が発売されている。
日本のロールプレイングゲームの黎明期ではファンタジーゲームに出てくるガジェット（モンスター、武器など）の背景がほとんどが知られていなかったため、同社のファンタジー書籍が全国のゲーマーのファンタジーへの理解を大いに助けることとなった。初期はライター集団怪兵隊による共著。全てA5判ソフトカバーの体裁で統一されていたが、2011年より一部が文庫化され安価になった。

## Truth In Fantasyシリーズ
1. 『幻想世界の住人たち』健部伸明、1988.10
2. 『幻の戦士たち』市川定春、1988.12
3. 『魔術師の饗宴』山北篤、1989.3
4. 『幻想世界の住人たち〈2〉』健部伸明、1989.5
5. 『幻想都市物語〈中世編〉』醍醐嘉美、1989.9
6. 『虚空の神々』健部伸明、1990.4
7. 『幻想世界の住人たち〈3〉中国編』篠田耕一、1989.12
8. 『武勲の刃(やいば)』市川定春、1989.12
9. 『幻想世界の住人たち〈4〉日本編』多田克己、1990.12
10. 『タオ(道教)の神々』真野隆也、1991.4
11. 『インド曼陀羅大陸―神々・魔族・半身・精霊』蔡丈夫、1991.11
12. 『英雄列伝』鏡たか子、1992.1
13. 『武器と防具〈中国編〉』篠田耕一、1992.5
14. 『魔術への旅』真野隆也、1993.4
15. 『武器と防具〈日本編〉』戸田藤成、1994.3
16. 『ギリシア神話 神・英雄録』草野巧、1995.1
17. 『天使』真野隆也、1995.2
18. 『堕天使―悪魔たちのプロフィール』真野隆也、1995.7
19. 『占術―命・卜・相』占術隊、1995.10
20. 『武器と防具 (西洋編)』市川定春、1995.10
21. 『地獄』草野巧、1995.12
22. 『楽園―追想の彼方へ』真野隆也、1996.8
23. 『覇者の戦術―戦場の天才たち』中里融司、1996.11
24. 『召喚師―陰陽師からデビルサマナーまで』大林憲司、1997.4
25. 『封神演義―英雄・仙人・妖怪たちのプロフィール』遙遠志、1997.7
26. 『黙示録―人と神との出会い』真野隆也、1997.9
27. 『世紀末―神々の終末文書』草野巧、1997.9
28. 『中世騎士物語』須田武郎、1997.10、文庫2012.2
29. 『幕末維新―新撰組・勤皇志士・佐幕藩士たちのプロフィール』幕末研究会、1997.11
30. 『聖剣伝説』佐藤俊之、1997.12
31. 『八百万の神々―日本の神霊たちのプロフィール』戸部民夫、1997.12
32. 『ヴァンパイア―吸血鬼伝説の系譜』森野たくみ、1997.12
33. 『守護聖人―聖なる加護と聖人カレンダー』真野隆也、1997.12
34. 『モンスター退治―魔物を倒した英雄たち』司史生・伊豆平成、1998.3
35. 『女神』高平鳴海、1998.5
36. 『聖書人名録―旧約・新約の物語別人物ガイド』草野巧、1998.6
37. 『イスラム幻想世界―怪物・英雄・魔術の物語』桂令夫、1998.6
38. 『帝王列記 西洋編』磯田暁生、1998.8
39. 『聖剣伝説〈2〉』佐藤俊之、1998.10
40. 『予言者』高平鳴海、1998.10
41. 『古代遺跡』森野たくみ・松代守弘、1998.11
42. 『日本の神々―多彩な民俗神たち』戸部民夫、1998.11
43. 『三国志人物事典』小出文彦、1999.1
44. 『星空の神々―全天88星座の神話・伝承』長島晶裕、1999.3
45. 『剣豪―剣一筋に生きたアウトローたち』草野巧、1999.3
46. 『甦る秘宝』稲葉義明、1999.7
47. 『鬼』高平鳴海、1999.8
48. 『妖精』草野巧、1999.12
49. 『封神演義〈2〉太公望の兵法書』遙遠志、2000.3
50. 『魔法・魔術』山北篤、2000.5
51. 『水滸伝―108星のプロフィール』草野巧、2000.9
52. 『密教曼荼羅―如来・菩薩・明王・天』久保田悠羅、2000.10
53. 『コスチューム―中世衣裳カタログ』田中天、2001.4
54. 『神秘の道具 日本編』戸部民夫、2001.5
55. 『拷問の歴史』高平鳴海、2001.8
56. 『ドラゴン』久保田悠羅、2002.5
57. 『魔法の薬―マジックポーション』秦野啓、2002.9
58. 『アーサー王』佐藤俊之、2002.11
59. 『剣の乙女―戦場を駆け抜けた女戦士』稲葉義明、2003.6
60. 『城』池上正太、2003.8
61. 『大航海時代』森村宗冬、2003.8
62. 『日本神話―神々の壮麗なるドラマ』戸部民夫、2003.10
63. 『パワーストーン―宝石の伝説と魔法の力』草野巧、2003.10
64. 『エジプトの神々』池上正太、2004.4
65. 『花の神話』秦寛博、2004.8
66. 『名刀伝説』牧秀彦、2004.10
67. 『100人の魔法使い』久保田悠羅、2004.12
68. 『秘密結社』秦野啓、2005.4
69. 『マヤ・アステカの神々』土方美雄、2005.9
70. 『プリンセス』稲葉義明、2005.10
71. 『超古代文明』朱鷺田祐介、2005.11
72. 『吟遊詩人』上尾信也、2006.8
73. 『海の神話』朱鷺田祐介、2006.11
74. 『オリエントの神々』池上正太、2006.12
75. 『アンデッド』久保田悠羅、2007.4
76. 『海賊』森村宗冬、2007.4
77. 『西遊記―キャラクターファイル』三猿舎、2007.9
78. 『騎士団』須田武郎、2007.9
79. 『武器と防具 幕末編』幕末軍事史研究会、2008.3
80. 『アーチャー―名射手の伝説と弓矢の歴史』森村宗冬、2008.9
81. 『ヒーリング―癒しの伝説と神秘の技法』草野巧、2009.8
82. 『幻想生物 西洋編』山北篤、2010.10
83. 『太陽と月の伝説』森村宗冬、2010.11
84. 『海戦』世界戦史研究会、2011.2
85. 『ケルト神話』池上正太、2011.3
86. 『ゴーストハンター―エクソシストから修験者まで』三猿舎、2011.4
87. 『樹木の伝説』秦寛博、2011.7
88. 『酒の伝説』朱鷺田祐介、2012.5
89. 『猫の神話』池上正太、2013.11

## Truth In Fantasyシリーズ文庫版
1. 『幻想世界の住人たち』健部伸明、2011.8
2. 『幻の戦士たち』市川定春、2011.8
3. 『魔術師の饗宴』山北篤、2011.8
4. 『幻想世界の住人たち〈2〉』健部伸明、2011.10
5. 『天使』真野隆也、2011.10
6. 『幻想世界の住人たち〈3〉中国編』篠田耕一、2011.12
7. 『占術―命・卜・相』占術隊、2011.12
8. 『幻想世界の住人たち〈4〉日本編』多田克己、2012.2
9. 『中世騎士物語』須田武郎、2012.2
10. 『武勲の刃(やいば)』市川定春、2012.4
11. 『タオ(道教)の神々』真野隆也、2012.4
12. 『ヴァンパイア―吸血鬼伝説の系譜』森野たくみ、2012.6
13. 『星空の神々―全天88星座の神話・伝承』長島晶裕、2012.6
14. 『魔術への旅』真野隆也、2012.8
15. 『地獄』草野巧、2012.8
16. 『インド曼陀羅大陸―神々・魔族・半身・精霊』蔡丈夫、2012.10
17. 『花の神話』秦寛博、2012.12
18. 『英雄列伝』鏡たか子、2013.2
19. 『魔法・魔術』山北篤、2013.2
20. 『神秘の道具 日本編』戸部民夫、2013.4
21. 『剣豪―剣一筋に生きたアウトローたち』草野巧、2013.6
22. 『イスラム幻想世界―怪物・英雄・魔術の物語』桂令夫、2013.9
23. 『大航海時代』森村宗冬、2013.9
24. 『覇者の戦術―戦場の天才たち』中里融司、2013.11
25. 『武器と防具 (西洋編)』市川定春、2014.1
26. 『武器屋』Truth In Fantasy編集部、2014.5
27. 『モンスター退治―魔物を倒した英雄たち』司史生・伊豆平成、2014.5
28. 『ギリシア神話 神・英雄録』草野巧、2014.11
29. 『パワーストーン―宝石の伝説と魔法の力』草野巧、2014.11

## Truth In Fantasy事典シリーズ
1. 『武器事典』山北篤(監修)、1996.12
2. 『幻想動物事典』草野巧、1997.4
3. 『魔法事典』山北篤(監修)、1998.6
4. 『西洋神名事典』山北篤(監修)、1999.11
5. 『悪魔事典』山北篤・佐藤俊之(監修)、2000.12
6. 『魔導具事典』山北篤(監修)、2001.12
7. 『東洋神名事典』山北篤(監修)、2002.12
8. 『幻想地名事典』山北篤(監修)、2006.8
9. 『幻想図書事典』山北篤(監修)、2008.9

## 番外
1. 『妖精―幻想世界への旅』シブヤユウジ、1992.12
2. 『ファンタジー・サバイバル・ブック』いするぎりょうこ、1994.10